# Ignotas
Ignotas ist ein litauischer männlicher Vorname und Familienname, abgeleitet von Ignaz. Die Abkürzung ist Ignas.

## Personen
Vorname
- Ignotas Domeika (1802–1889), Geologe und Mineraloge belarussischer, litauischer und polnischer Herkunft
- Juozapas Ignotas Kraševskis (1812–1887), polnischer Schriftsteller

Familienname
- Anicetas Ignotas (* 1952), litauischer Ökonom und Politiker, Vizewirtschaftsminister